# Hagetmau
Hagetmau – miejscowość i gmina we Francji, w regionie Nowa Akwitania, w departamencie Landy.
Według danych na rok 1990 gminę zamieszkiwało 4449 osób, a gęstość zaludnienia wynosiła 157 osób/km² (wśród 2290 gmin Akwitanii Hagetmau plasuje się na 90. miejscu pod względem liczby ludności, natomiast pod względem powierzchni na miejscu 309.).